# Agder
Agder – obecnie jeden z 11 okręgów, na które podzielona jest Norwegia.
Jest to historyczny region Norwegii, zwany Sørlandet. Wraz z Telemarkiem tworzy diecezję luterańską Agder i Telemark.
Do 1 stycznia 2020 dzielił się na dwa regiony – Zachodni (Vest-Agder) i Wschodni (Aust-Agder). W 2017 roku rząd Norwegii podjął decyzję o połączeniu Vest-Agder i Aust-Agder w jeden nowy region Agder. Reforma weszła w życie 1 stycznia 2020 roku. 